# Meg Ryan
Meg Ryan, właśc. Margaret Mary Emily Anne Hyra (ur. 19 listopada 1961 w Fairfield) – amerykańska aktorka i producentka filmowa, znana z ról w komediach romantycznych.

## Życiorys

### Wczesne lata
Urodziła się w Fairfield w stanie Connecticut jako córka niespełnionej aktorki i nauczycielki szkoły podstawowej Susan Jordan (z domu Duggan) i nauczyciela matematyki Harry'ego Hyry. Wychowała się z dwiema siostrami – Daną i Annie oraz bratem Andrew Hyrą, muzykiem, członkiem amerykańskiego duetu folkowo-rockowego Billy Pilgrim. Uczęszczała do St. Pius X Elementary School i Choate Rosemary Hall w Wallingford. Jej rodzice rozwiedli się w 1976, kiedy miała 15 lat. Matka opuściła rodzinę i ponownie wyszła za mąż za Pata Jordana.
W 1979 ukończyła Bethel High School w Bethel. Studiowała dziennikarstwo na University of Connecticut i przez jeden semestr na New York University. Żeby opłacić studia, zaczęła pracować jako modelka.

### Kariera
Została zaangażowana przez George'a Cukora do dramatu Bogate i sławne (Rich and Famous, 1981) z Jacqueline Bisset i Candice Bergen. Po debiucie kinowym spędziła ponad dwa lata na planie popularnej opery mydlanej CBS As the World Turns (1982-1984), wcielając się w rolę Betsy Stewart, która poślubiła Steve’a Andropoulosa (Frank Runyeon). Można ją było dostrzec w reklamie Burger King, horrorze Richarda Fleischera Amityville III: Demon (Amityville 3-D, 1983) z Tess Harper i komedii Marka L. Lestera Uzbrojeni i niebezpieczni (Armed and Dangerous, 1986) z Johnem Candym. Za rolę Beverly „Bev” Sykes w dramacie W pogoni za szczęściem (Promised Land, 1987) z Jasonem Gedrickiem i Kieferem Sutherlandem była nominowana do Independent Spirit Awards.
Prawdziwą sławę przyniósł jej występ w duecie z Billym Crystalem w komedii romantycznej Kiedy Harry poznał Sally (1989), w której odgrywa miłosną ekstazę, udając orgazm. Wkrótce wykreowała liczne role sympatycznych, uśmiechniętych i zwariowanych kobiet, m.in. w filmach: Joe kontra wulkan (1990), Preludium miłości (1992), Bezsenność w Seattle (1993) i Masz wiadomość (1998) u boku Toma Hanksa; wielu krytyków porównywało empatię między Hanksem i Ryan z parą Katharine Hepburn i Spencerem Tracym, przy czym Ryan i Hanks utrzymali partnerstwo wyłącznie zawodowe.
Odrzuciła propozycje ról jako prostytutka (Julia Roberts) w Pretty Woman, agentka FBI (Jodie Foster) w Milczeniu owiec, współczesna femme fatale (Sharon Stone) w Nagim instynkcie i żona mafijnego bossa (Uma Thurman) w Pulp Fiction. Ze względu na inne zobowiązania zawodowe  odrzuciła angaż do roli Shelby Eatenton Latcherie w tragikomedii Herberta Rossa Stalowe magnolie (1989).
Podjęła kilka prób ucieczki od stereotypu, grając ekstrawagancką dziewczynę Jima Morrisona w dramacie biograficznym Olivera Stone'a The Doors (1991), outsiderkę w dramacie Steve’a Klovesa Krew z krwi, kość z kości (Flesh and Bone, 1993), alkoholiczkę w melodramacie Luisa Mandokiego Kiedy mężczyzna kocha kobietę (1994) z Andym Garcíą i kapitan Walden w dramacie wojennym Edwarda Zwicka Szalona odwaga (1996).
W 1994 znalazła się w magazynie „People” jako jedna z 50. najpiękniejszych ludzi świata. Zasiadała w jury konkursu głównego na 56. MFF w Cannes (2003).
Nazwa planetoidy 8353 „Megryan” pochodzi od imienia i nazwiska aktorki.

## Życie prywatne
W latach 1986–1987 była związana z Anthonym Edwardsem, którego żonę grała w filmie akcji Tony'ego Scotta Top Gun (1986). W maju 1987 na planie komedii Interkosmos poznała swojego przyszłego męża, Dennisa Quaida. Pobrali się w walentynki 14 lutego 1991. Mają syna Jacka Henry'ego (ur. 24 kwietnia 1992). Od listopada 1999 do stycznia 2001 romansowała z Russellem Crowe’em, którego poznała na planie filmu Dowód życia (Proof of Life). Ryan i Quaid rozwiedli się 19 lipca 2001. W latach 2002–2003 związana była z Johnem Cusackiem. W 2006 Meg adoptowała dziewczynkę z Chin, Daisy True. Od listopada 2010 do sierpnia 2014 była związana z wokalistą Johnem Mellencampem. W 2017 ponownie się związali, a w listopadzie 2018 zaręczyli.

## Filmografia
- 1981 Bogate i sławne (Rich and Famous) – Debby
- 1986 Uzbrojeni i niebezpieczni (Armed and Dangerous) – Maggie Cavanaugh
- 1986 Top Gun – Carole Bradshaw
- 1987 Interkosmos (Innerspace) – Lydia Maxwell
- 1987 Ziemia obiecana (Promised Land) – Bev
- 1988 Presidio (The Presidio) – Donna Caldwell
- 1988 Zmarły w chwili przybycia (D.O.A.) – Sydnet Fuller
- 1989 Kiedy Harry poznał Sally (When Harry Met Sally) – Sally Albright
- 1990 Joe kontra wulkan (Joe Versus the Volcano) – Angelica / Patricia
- 1991 The Doors – Pamela Courson
- 1992 Preludium miłości (Prelude to a Kiss) – Rita Boyle
- 1993 Krew z krwi, kość z kości (Flesh and Bone) – Kay Davies
- 1993 Bezsenność w Seattle (Sleepless in Seattle) – Annie Reed
- 1994 Narzeczona dla geniusza (I.Q.) – Catherine Boyd
- 1994 Kiedy mężczyzna kocha kobietę (When a Man Loves a Woman) – Alice Green
- 1995 Francuski pocałunek (French Kiss) – Kate, producent
- 1996 Szalona odwaga (Courage Under Fire) – Karen Emma Walden
- 1996 Czas przemian (Restoration) – Katharine
- 1997 Miłość jak narkotyk (Addicted to Love) – Maggie
- 1997 Anastazja (Anastasia) głos
- 1998 Miasto aniołów (City of Angels) – Maggie Rice
- 1998 Masz wiadomość (You`ve Got Mail) – Kathleen Kelly
- 1998 Harmider (Hurlyburly) – Bonnie
- 2000 Gorąca linia (Hanging Up) – Eve Mozell Marks
- 2000 Dowód życia (Proof of Life) – Alice Bowman
- 2001 Kate i Leopold (Kate & Leopold) – Kate
- 2003 Tatuaż (In the Cut) – Frannie Thorstin
- 2004 Królowa ringu (Against the Ropes) – Jackie Kallen
- 2006 W świecie kobiet (In the Land of Women) – Sarah
- 2008 Centralne biuro uwodzenia (My Mom's New Boyfriend) − Martha
- 2008 Kobiety (The Women) − Mary Haines
- 2008 Umowa (The Deal) − Deidre Heam
- 2009 Słodka zemsta (Serious Moonlight) − Louise
- 2015 Fan Girl jako Mary Farrow
- 2016 Ithaca jako pani Kate Macauley